# Boettgerilla
Boettgerilla är ett släkte av snäckor som beskrevs av Heinrich Rudolf Simroth 1910. Boettgerilla ingår i familjen masksniglar.
Släktet innehåller bara arten Boettgerilla pallens. Boettgerilla är enda släktet i familjen Boettgerillidae.

## Bildgalleri

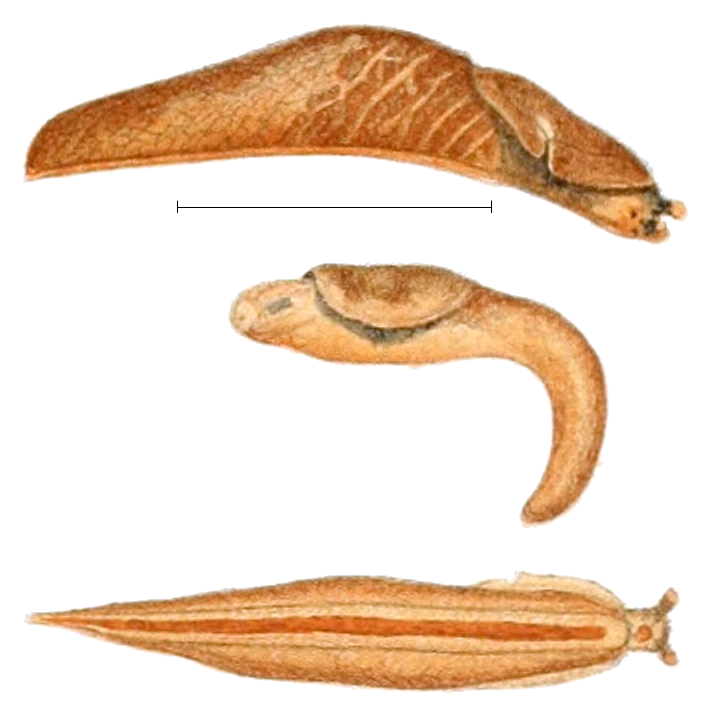
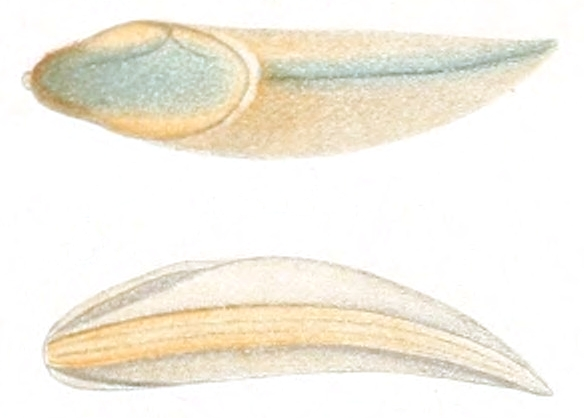